# 窯元町
窯元町（かまもとちょう）は、愛知県瀬戸市東名連区の町名。丁番を持たない単独町名である。

## 地理
- 瀬戸市の南東部に位置する[8]。西を赤津町・馬ケ城町、北を針原町、東を長谷口町・八王子町、南を中畑町と隣接している[8]。
- 住宅と製陶工場が集中する[8]。古石塔の多い白根墓地があり、白山・山神・大日などの神仏を祀る[8]。
- 北部に市営赤津住宅がある[8]。建設は1953年（昭和28年）から1955年（昭和30年）に渡って行われており[9]、建設当時は全42戸。建物の老朽化に伴い2005年（平成17年）より募集は停止されている[10]。現在、退去済みの住宅から順に取り壊しが行われており、2020年（令和2年）4月1日時点の戸数は24であり、そのうち13戸が利用されている[11]。
- 北部に新興住宅団地があり、その辺りを春ケ丘町と呼んでいるが、これは通称である[12]。

### 河川
- 木ノ下川（赤津川支流） ： 町の東部から南部を通って南西部までの町境付近を西流している。
- 観音川（木ノ下川支流） ： 町の南東部、八王子町との町境を南流し、町の南部で木ノ下川に注ぎ込んでいる。

- 木ノ下川（窯元町・中畑町境）

### 池沼
- 観音下池 ： 町の東部にある。

### 学区
市立小・中学校に通う場合、学区は以下の通りとなる。また、公立高等学校普通科に通う場合の学区は以下の通りとなる。
| 番・番地等 | 小学校                 | 中学校                 | 高等学校 |
| ---------- | ---------------------- | ---------------------- | -------- |
| 全域       | 瀬戸市立にじの丘小学校 | 瀬戸市立にじの丘中学校 | 尾張学区 |

## 歴史

### 町名の由来
御庭焼窯元があったことによりつけられたとされる。

### 沿革
- 江戸時代には品野道沿いに横町島として集落化。弘化2年（1845年）の戸数は19[16]。
- 1943年（昭和18年）8月9日 - 瀬戸市大字赤津字東女郎前の一部により、同市窯元町として成立[2]。

## 世帯数と人口
2025年（令和7年）2月1日現在の世帯数と人口は以下の通りである。
| 町丁   | 世帯数  | 人口  |
| ------ | ------- | ----- |
| 窯元町 | 214世帯 | 398人 |

### 人口の変遷
国勢調査による人口の推移
| 1995年（平成7年）  | 808人 | [ 17 ] |  |
| 2000年（平成12年） | 740人 | [ 18 ] |  |
| 2005年（平成17年） | 677人 | [ 19 ] |  |
| 2010年（平成22年） | 574人 | [ 20 ] |  |
| 2015年（平成27年） | 509人 | [ 21 ] |  |
| 2020年（令和2年）  | 439人 | [ 22 ] |  |

### 世帯数の変遷
国勢調査による世帯数の推移。
| 1995年（平成7年）  | 245世帯 | [ 17 ] |  |
| 2000年（平成12年） | 243世帯 | [ 18 ] |  |
| 2005年（平成17年） | 235世帯 | [ 19 ] |  |
| 2010年（平成22年） | 213世帯 | [ 20 ] |  |
| 2015年（平成27年） | 204世帯 | [ 21 ] |  |
| 2020年（令和2年）  | 189世帯 | [ 22 ] |  |

## 交通

### 鉄道
町内に鉄道は走っていない。最寄り駅は名鉄瀬戸線尾張瀬戸駅になる。

### バス
名鉄バス「本地ヶ原線」
- 【10】瀬戸駅前 - 古瀬戸 - 赤津 系統

名鉄バス「東山線」
- 【11】【12】瀬戸駅前 - 一里塚 - 赤津 系統

以上の2路線3系統が走っているが、町内にバス停はない。最寄りのバス停は、大松バス停・八王子バス停になる。

### 道路
- 愛知県道22号瀬戸環状線[8] ： 町の西端部を南北に通り、南西部の交差点から県道33号と重複して東へ向かっている。
- 愛知県道33号瀬戸設楽線 ： 県道22号と重複して、町の南部を東西に通っている。
- 愛知県道212号窯元東古瀬戸線 ： 町の南西部の交差点[注釈 1]が起点となっている。

- 愛知県道22号標識（窯元町内）
- 愛知県道22・33号標識（窯元町内）

## 施設
- 白山 ： 化粧掛け素地に、線彫り・絵付けの体験を手軽にできる[23]。
- 錦山 八木製陶 ： ほどよい大きさの料理を引き立てる和食器と、手作り小物が豊富に揃う窯元[24]。
- 株式会社 丸幸中島 ： 創業して約50年。贈り物から日常使いできる品まで幅広く取り扱っている[25]。
- 三峰園窯 ： 赤津地区で6代続く窯元。すべての器を手づくりしており、伝統のある織部・黄瀬戸を主体とした作品が多く揃う[26]。
- 丸金中島製陶所 ： 大正10年創業。家族の食卓にとけこみ心まで温まる器を、素朴な工房で見ることができる[27]。
- 唐三郎窯 ： 瀬戸市無形文化財保持者である加藤唐三郎の窯元。瀬戸の中で唯一の、尾張徳川御用窯。100年余のモロ（工房）の見学も可能[28]。
- アトリエ ベルヴォワル ： 陶芸家 栁本美帆氏の工房。作品は、黒碧釉や破文など独自の釉薬や、シンプルながら存在感のある器など[29]。
- 景陶 赤津陶芸 ： 茶道具を中心に織部・志野・黄瀬戸・御深井・飴釉などの釉薬を使って作陶。工場全体がギャラリーになっている[30]。
- photo studio flame colour - 2010年開業のフォトスタジオ。2017年に現地に移転[31]。
- 窯元町ちびっこ広場 ： 春丘住宅内にある公園。ブランコ・すべり台・鉄棒がある。

- 白山
- 錦山 八木製陶
- 株式会社 丸幸中島
- 三峰園窯
- 丸金中島製陶所
- 唐三郎窯
- アトリエ ベルヴォワル
- 景陶 赤津陶芸
- photo studio flame colour
- 窯元町ちびっこ広場

## その他

### 日本郵便
- 郵便番号 : 489-0023[6]（集配局：瀬戸郵便局[32]）。